# خندرستان
خندرستان (به ترکی آذربایجانی: Xındırıstan) یک روستا و شهرداری در جمهوری آذربایجان است که در شهرستان آقدام واقع شده‌است. خندرستان ۶٬۵۰۲ نفر جمعیت دارد.